# Xerophilie
Xerophilie (altgriechisch ξηρός xērós „trocken“, „dürr“ und φίλος phílos „liebend“, „Freund“) ist die Eigenschaft von Lebewesen, trockene Lebensräume zu bevorzugen. Lebewesen mit dieser Eigenschaft nennt man xerophil. Organismen, die trockene warme Lebensräume bevorzugen, nennt man xerothermophil.

## Tiere
Bei xerophilen Tieren unterscheidet man nach dem Vorhandensein oder Fehlen eines Transpirations-Schutzes zwei Typen:
- Der Heuschreckentyp besitzt keine Mechanismen zur Einschränkung der Transpiration und verliert daher viel Wasser. Er kann diesen Verlust durch die Aufnahme wasserhaltiger Nahrung wieder ausgleichen. Heuschrecken können daher Hunger nur bei genügendem Wasserangebot ertragen.[2]

- Beim Anobientyp wird die Transpiration so stark herabgesetzt, dass das Tier Trockenheit auch über lange Zeit hindurch überstehen kann. Dazu dienen verschiedene Anpassungen: Insekten haben eine dicke Cuticula, Reptilien einen Hornpanzer, Schnecken feste Schalen mit Deckel. Vögel und Raupen nehmen das Wasser aus Kot und Urin vor dem Ausscheiden wieder auf (Rückresorption). Viele Wüsten- und Steppenbewohner vermeiden hohe Transpiration, indem sie Verstecke aufsuchen und so hohe Sonneneinstrahlung verhindern.[2]

## Pflanzen
Auch bei Pflanzen gibt es xerophile Vertreter, die trockene Standorte bevorzugen. Dieser Begriff deckt sich jedoch nicht völlig mit dem häufiger verwendeten Begriff Xerophyt, der Pflanzen bezeichnet, die vorwiegend auf Trockenstandorten vorkommen.